# Beg for You
"Beg for You" é uma canção da cantora e compositora inglesa Charli XCX, com a participação da cantora japonesa Rina Sawayama. Foi lançada no dia 27 de janeiro de 2022 como o terceiro single do quinto álbum de estúdio de XCX, Crash (2022). A faixa contém amostra da canção "Cry for You", da cantora sueca September, de 2006.

## Antecedentes e lançamento
Charli XCX primeiro provocou uma colaboração com Rina Sawayama em um TikTok ao vivo, no qual ela discutiu detalhes sobre seu próximo álbum Crash, incluindo suas colaborações. Ela também tocou vários trechos das próximas faixas do álbum, incluindo a colaboração sem título com Sawayama. Em 24 de janeiro de 2022, ela anunciou através de suas contas nas redes sociais que "Beg for You" se tornaria o terceiro single de Crash, após "Good Ones" e "New Shapes". No dia seguinte, XCX postou o link de pré-salvamento junto com a capa da canção, com lançamento para 27 de janeiro.
Na faixa dance-pop, tanto Charli quanto Sawayama estão implorando para que seu amante — que tem a tendência de abandoná-las a qualquer momento — fique com elas, não importa a consequência. As cantoras mais tarde ficam desesperadas o suficiente para considerar implorar para que seu amante fique ao seu lado. “Você sabe que eu enlouqueço toda vez que você tem que pegar um voo / Bem, posso te levar até o aeroporto? Beijar sob as luzes do banheiro / Coloque seus lábios em meus lábios, eu vou lembrar do seu beijo nas noites em que sentir sua falta, uh, uh / Algo que não posso esquecer quando estou inquieta na cama, sim, você me deixou obcecada”, CXCX anta na faixa.
Uma colaboração entre ambas está em andamento há muito tempo. Em 2020, Sawayama disse à Cosmopolitan que ela e Charli queriam ter uma sessão de composição adequada e revelaram que tinham uma música juntas que não chegou ao álbum auto-intitulado de Charli de 2019. “Na verdade, tínhamos uma música juntas que deveria entrar no álbum dela, mas ela tinha muitas faixas, então foi descartada”, explicou Sawayama.

## Composição
“Beg For You” foi produzida pelo DJ britânico Digital Farm Animals, que apresenta uma amostra de “Cry For You”, canção de 2006 da cantora sueca September. A demo foi escrita pelos compositores Sorana, Rollo Spreckley e Alex Soifer. Depois de ouvir seu corte original, Charli só mudou algumas coisas antes de entrar no estúdio de gravação. “Acabei de ouvir a demo bruta, me apaixonei, mudei algumas letras aqui e ali e cantei”, disse ela.
A música apresenta uma Charli bêbada de amor insistindo em que seu parceiro fique ao seu lado o maior tempo possível. Enquanto os singles anteriores de Crash – “Good Ones” e “New Shapes” – a posicionam como uma “evasiva clássica”, “Beg For You” a captura em um momento em que ela está se sentindo desesperada. “Oh, não me deixe assim / Você não vai esperar mais uma ou duas horas?”, Charli canta no refrão. "Você sabe que eu preciso que você fique / Não me faça implorar por você, porque eu vou implorar por você."
“Parece-me uma daquelas músicas que toca no auge de uma festa onde você está um pouco fodido, talvez queira chorar, mas também quer dançar”, explicou ela à Entertainment Weekly. "Quando eu estava dirigindo por LA ouvindo essa batida pela primeira vez, senti uma verdadeira sensação de euforia — mas também essa coisa bem nostálgica. Por ser uma batida de garagem, me lembrou de estar em casa no Reino Unido, em uma festa em casa com meus amigos que eu conheço desde que eu tinha 12 anos."

## Vídeo musical
Um vídeo com a letra de "Beg For You" estreou em 28 de janeiro de 2022 no canal oficial de XCX no YouTube. Um videoclipe para a faixa foi provocado por Charli XCX em sua conta no TikTok em 31 de janeiro de 2022. 

## Faixas e formatos
Download digital
1. "Beg for You" – 2:48

Streaming – faixas bônus
1. "Beg for You" – 2:48
2. "New Shapes" – 3:20
3. "Good Ones" – 2:16

Download digital e streaming – Pocket Remix
1. "Beg for You" (Pocket Remix) - 3:00
2. "Beg for You" - 2:48

Download digital e streaming – A. G. Cook e Vernon Remix
1. "Beg for You" (A. G. Cook & Vernon of Seventeen Remix) - 4:09
2. "Beg for You" (Pocket Remix) - 3:00
3. "Beg for You" - 2:48

Download digital e streaming – The Remixes
1. "Beg for You" (Jodie Harsh Remix) - 2:56
2. "Beg for You" (A. G. Cook & Vernon of Seventeen Remix) - 4:09
3. "Beg for You" (Pocket Remix) - 3:00
4. "Beg for You" - 2:48

## Histórico de lançamento
| Região | Data                    | Formato                    | Versão                    | Gravadora        | Ref.                 |
| ------ | ----------------------- | -------------------------- | ------------------------- | ---------------- | -------------------- |
| Várias | 27 de janeiro de 2022   | Download digital streaming | Original                  | Asylum Warner UK | [ 16 ] [ 17 ] [ 20 ] |
| Várias | 18 de fevereiro de 2022 | Download digital streaming | Pocket Remix              | Asylum Warner UK | [ 21 ]               |
| Várias | 25 de fevereiro de 2022 | Download digital streaming | A. G. Cook e Vernon Remix | Asylum Warner UK | [ 22 ]               |
| Várias | 4 de março de 2022      | Download digital streaming | Jodie Harsh Remix         | Asylum Warner UK | [ 23 ]               |